# Temporada 1972-1973 del Club Joventut Badalona
La temporada 1972-1973 va ser la 34a temporada en actiu del Club Joventut Badalona des que va començar a competir de manera oficial. La Penya va disputar la seva 17a temporada consecutiva a la màxima categoria del bàsquet espanyol, acabant la competició en la segona posició, una posició per sobre de l'aconseguida la temporada anterior. Aquesta temporada també va ser semifinalista de la Copa Korac i de la Copa del Generalíssim. "Nerva" deixava de ser l'esposorització a la samarreta, passant a ser "Schweppes".

## Resultats
Recopa
En aquesta edició de la Recopa d'Europa el Joventut va arribar fins a semifinals, on va perdre davant el BK Spartak (Unió Soviètica). Prèviament havia eliminat el BBC Spartak Bertrange (Luxemburg) a la ronda prèvia i l'Antibes (França) a vuitens, i va ser segon al seu grup de semifinals.
Lliga espanyola
A la lliga espanyola finalitza en la segona posició de 16 equips participants. En 30 partits disputats va obtenir un bagatge de 25 victòries, 2 empats i 3 derrotes, amb 2.471 punts a favor i 1.976 en contra (+495).
Copa del Generalíssim
El Joventut va ser semifinalista en aquesta edició de la Copa del Generalíssim. A vuitens va eliminar el CD Manresa i a quarts l'UDR Pineda. A semifinals va quedar eliminat pel Reial Madrid CF per diferència de punts, ja que l'equip badaloní va guanyar a casa de 17 punts (70-53), i va perdre a Madrid de 18 (110-92).

## Plantilla
La plantilla del Joventut aquesta temporada va ser la següent:
| Club Joventut Badalona: plantilla 1972-73 |
| Jugadors                                  |
| Lluís Miguel Santillana                   |
| Francesc Buscató                          |
| Josep Maria Margall                       |
| Enric Margall                             |
| Narcís Margall                            |
| Miguel Ángel Estrada                      |
| Joan Filbà                                |
| Josep Maria Oleart                        |
| Guifré Gol                                |
| Santiago Udaeta                           |
| Antoni Ametller                           |
| Entrenador                                |
| Clinton Morris                            |